# Principauté de Montpensier

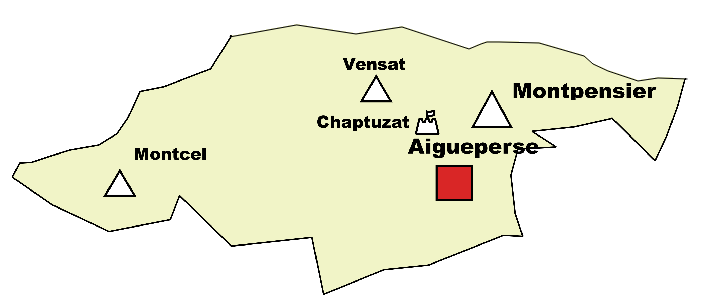
Carte du comté moderne de Montpensier. Aigueperse en est la capitale, Chaptuzat la principale place forte.

La seigneurie de Montpensier puis principauté de Montpensier est une ancienne principauté féodale du nord de l'Auvergne. Initialement centrée autour de Montpensier, la capitale en est néanmoins la ville d'Aigueperse. La maison des Bourbon-Montpensier est à la tête de ce territoire jusqu'en 1531. 

## Historique

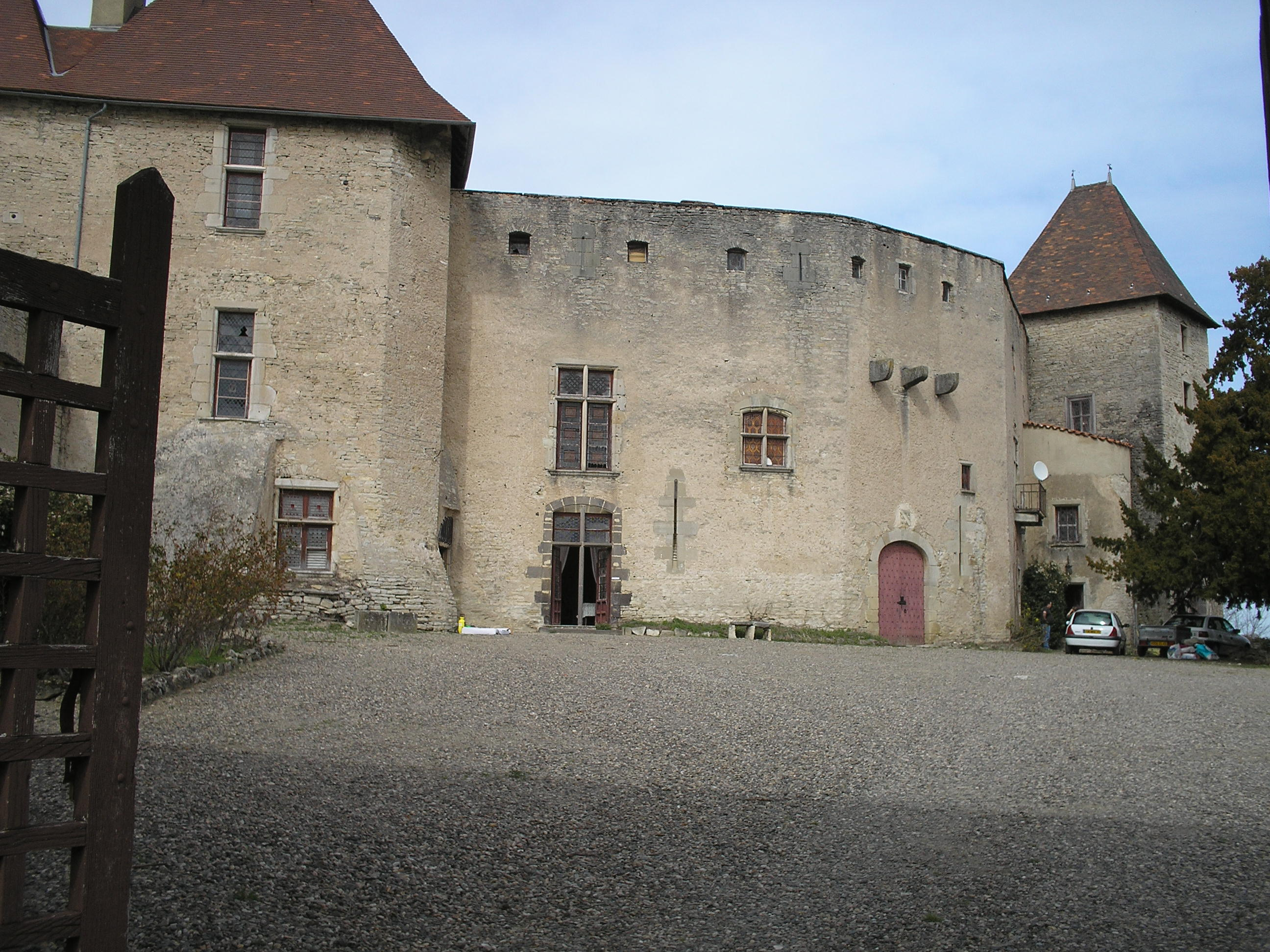
Le château de la Roche à Chaptuzat est la principale place forte de la principauté.

Montpensier est d'abord une seigneurie du comté d'Auvergne qui va intégrer la Terre d'Auvergne après la conquête française de 1213 à la suite du siège de Tournoël. En 1384, Jean de Berry, duc d'Auvergne et de Berry achète le comté de Montpensier au seigneur de Ventadour pour 40 000 francs. Lorsque le duché passe aux mains des Bourbons, une branche cadette de cette dynastie y est installée.
En 1531, à la suite de la guerre entre Charles III de Bourbon, duc d'Auvergne et de Bourbon, qui est né à Montpensier, et le roi de France François Ier, les territoires ducaux sont intégrés à la couronne de France. À la suite de l'organisation des provinces du royaume sous l'Ancien Régime, la principauté de Montpensier est administrativement intégrée au duché de Bourbon à la suite de la traditionnelle possession de ce territoire par la maison de Bourbon. Le statut et l'appartenance des paroisses composant le comté de Montpensier est néanmoins fluctuant et ces dernières peuvent intégrer selon les différentes années les deux provinces d'Auvergne et de Bourbonnais.